# Jon Moynihan
Jonathan Patrick Moynihan, baron Moynihan de Chelsea, (né le 21 juin 1948), est un homme d'affaires britannique, investisseur en capital-risque et pair à vie. Il dirige PA Consulting Group de 1992 à 2013.

## Jeunesse
Moynihan est né le 21 juin 1948 à Cambridge de Noël Henry Moynihan et Margaret Mary Moynihan (née Lovelace). Son père est médecin généraliste et ancien président de l'association caritative Save the Children. Moynihan fait ses études au Ratcliffe College de Leicester, puis étudie au Balliol College d'Oxford en 1967. Il est membre fondateur de Balliol. Il travaille pour Track Records puis pour les associations caritatives War on Want et Save the Children en Inde et au Bangladesh. Entre 1972 et 1976, Moynihan travaille pour l'entreprise de soins de santé Roche. Il est titulaire d'une maîtrise supplémentaire de l'École polytechnique du nord de Londres et du Massachusetts Institute of Technology.

## Carrière
Il commence sa carrière de consultant chez McKinsey & Company en 1977 à Amsterdam,. Il quitte l'entreprise pour rejoindre Strategic Planning Associates à Washington en 1979. Moynihan fonde ensuite sa propre entreprise, Moynihan Strategy Consultants en la fusionnant plus tard avec First Manhattan Consulting Group. En 1992, il est nommé directeur général du cabinet de conseil PA Consulting Group, puis président. Au moment de sa nomination, PA était « effectivement en faillite ».
Au sein de l'entreprise, il fait passer la propriété de l'entreprise d'une fiducie à un modèle appartenant aux employés. Moynihan rédige une charte d'éthique à laquelle les employés devaient obligatoirement adhérer. Il est crédité du redressement de l'entreprise dans les années 1990<. Moynihan prend sa retraite fin 2013 en tant que président, après avoir dirigé PA pendant environ 22 ans, mais reste président de sa branche de capital-risque, Ipex Capital. En 2015, la société américaine de capital-investissement Carlyle Group prend 51 % dans la société, valorisant PA à 1 milliard de dollars. En 2020, PA est revendue à Jacob's Engineering pour une valeur de 2,5 milliards de dollars.

### Activités politiques
Moynihan soutient le Brexit. Avant le référendum de 2016, il est membre du groupe de campagne eurosceptique Business for Britain et siège à son conseil d'administration,,. Alors qu'il travaille chez Business for Britain, il est président du comité de rédaction et trouve le slogan de Business for Britain en faveur du Brexit, « Change, or Go ». Il est d'abord président du comité de campagne ; puis du comité des finances, et membre du conseil d'administration de l'organisation officielle de campagne pro-Brexit, Vote Leave,, et est leur dernier président. Moynihan est le président du Think tank de droite pro-Brexit Initiative for Free Trade.
Moynihan dirige la campagne à la direction de Liz Truss en 2022, qui l'amène à devenir première ministre en septembre 2022.
Moynihan est nommé par Liz Truss pour une pairie à vie dans sa liste d'honneurs de démission. Il est créé baron Moynihan de Chelsea, de Chelsea dans le quartier royal de Kensington et Chelsea, le 6 février 2024.

## Activités bénévoles et distinctions
Il est nommé Officier de l'Ordre de l'Empire britannique (OBE) lors des honneurs d'anniversaire de 1995 pour services rendus aux entreprises. Moynihan est membre de la fondation et est, de 1995 à 2007, président du conseil de campagne du Balliol College, qui contribue à collecter 35 millions de livres sterling au cours de sa présidence pour le collège et l'Oxford Internet Institute. En 2010, il reçoit le prix Distinguished Friends of Oxford. Moynihan est un membre de Gray's Inn. Il est président du Royal Albert Hall de 2015 à 2019. Il cofonde, avec Helen Bamber, et est président fondateur de la Fondation Helen Bamber.
Moynihan est marié à Patricia Underwood, une modiste qui remporte un Coty Award en 1982,.